# 陳璧 (弘治進士)
陳璧（1464年—？），字德如，山西太原府太谷縣人，民籍，明朝政治人物。

## 生平
弘治八年（1495年）乙卯科山西鄉試第十五名舉人，十五年（1502年）中式壬戌科會試第二百六十名，三甲第一百二十六名進士。任刑部郎中，正德七年（1512年）八月升陝西布政使司右參議，十一年（1516年）三月升湖廣按察司副使、兵備郴桂衡永，十二年（1517年）八月湖廣巡按御史王度奏陳璧僅足守官，而湖廣按察司副使、兵備鄖襄陳鼐才堪制變，請將二人對調，十五年（1520年）六月考察以不謹閑住。

## 家族
曾祖陳本；祖父陳公海；父陳通。母田氏；繼母梁氏。具慶下。弟陳瑩。